# Talang Ulu (Lais)
Talang Ulu is een bestuurslaag in het regentschap Bengkulu Utara van de provincie Bengkulu, Indonesië. Talang Ulu telt 316 inwoners (volkstelling 2010).